# イトーヨーカドー帯広店
イトーヨーカドー帯広店は、北海道帯広市にかつて存在した総合スーパー（GMS）。1975年（昭和50年）にイトーヨーカドーの道内1号店として駅前に出店した後、1998年（平成10年）に郊外型の大型商業施設として移転し、2024年（令和6年）6月30日に閉店した。
イトーヨーカドー食品売場跡地は、イトーヨーカ堂と資本業務提携を行っているダイイチが継承し、2024年9月27日にダイイチ稲田店が先行オープン。その後2025年4月24日にフレスポスズランプラザとして一部テナントが開業、同年7月4日にグランドオープンした。

## 概要

### 沿革
- 1975年（昭和50年） - 帯広市中心部の商業ビルに初代店舗をキーテナントとして出店[11]。
- 1998年（平成10年） - 日本甜菜製糖が保有資産の有効活用を図るため不動産業に乗り出した旧帯広製糖所跡地の商業施設「ニッテンスズランプラザ」のキーテナント店舗として移転[12]。
- 2004年（平成16年） - 敷地南側の製糖所跡地が大和リースによるフレスポ（フレスポ・ニッテン）としてオープンしており[13]、一大ショッピングセンターを形成。また、日本甜菜製糖の子会社「スズラン企業」も隣接地でアミューズメント施設（帯広スズランボウル）やガソリンスタンドの運営[14]、不動産業を行っている。
- 2023年（令和5年）9月25日 - イトーヨーカ堂本社が「イトーヨーカドー帯広店」を2024年（令和6年）6月末に閉店する方針を決め、関係者に通知した事が判明[15]。
- 2024年（令和6年）
  - 2月1日 - 同年6月30日で閉店することを正式発表した[16]。
  - 6月30日 - 閉店[7]。建物所有者の日本甜菜製糖は食品売り場以外のテナントについて既存業者や新規業者と交渉[7]。後継店舗はセブン&アイ・ホールディングスとの間で資本・業務提携を締結している地元スーパーのダイイチが2024年9月末をめどに出店する方向で調整している[7][16][17]。また日本甜菜製糖は来春までに新装オープンを目指すとしている[18]。
  - 9月27日 - 食品売り場の後継テナントとなるダイイチ稲田店が先行オープン[8]。旧イトーヨーカドー帯広店1階の南側の食品フロアだったスペースを利用して開店した。店舗面積は約818坪（約2700㎡）[19]。同時にイトーヨーカドー時代からテナントであった六花亭、宮文、エンパイアーが営業再開[7]。
- 2025年（令和7年）
  - 3月 - 施設所有者である日本甜菜製糖が大和リースと賃貸借契約を締結し、後継施設としてフレスポブランドを冠した「フレスポスズランプラザ」を4月下旬にオープン（グランドオープンは今夏）する予定であることが明らかになった[20][21]。
  - 4月24日 - フレスポスズランプラザがオープン[22][9]。
  - 7月4日 - フレスポスズランプラザがグランドオープン[10]。

## テナント
- 1F：食品とファッションのフロア
- 2F：子供・肌着と暮らしのフロア
- 3F：立体駐車場
- 屋上：駐車場

## 移転前
移転前の初代店舗は、帯広地方裁判所跡地に帯広市が建設した立体駐車場およびバスターミナルと一体的に設計された鉄骨鉄筋コンクリート造り地下1階・地上6階建てのビルに出店。イトーヨーカドーの北海道進出1号店だった。帯広店の開業は宣伝手法や価格政策で「ヨーカドーショック」と呼ばれ、衝撃を地元に与えたうえ中心市街地の人の流れを変えたと評された。古くからある店舗であるが故、『幸福の黄色いハンカチ』（1977年、松竹）にも店舗の外観で撮影されたシーンがある。
1970年代から1990年代にかけては約100m離れた場所にある藤丸と共に中心市街地を形成する商店街の核となり、帯広商工会議所などが毎年7月に実施する帯広市中心部の「歩行者通行調査」では当店北側入り口の通行量が毎年1位を記録するなど集客力を発揮し、総合スーパーと百貨店という業態の違いから買い物客も使い分けて相乗効果を発揮し、全盛期には売上高約120億円を上げ、市内にある大型店がもつ売上高のうち約半分を藤丸と当店が占めるとされていた。
しかし、帯広商工会議所などが毎年7月に実施する帯広市中心部の「歩行者通行調査」では、中心市街地全体で見ても1998年（平成10年）7月の歩行者通行量が3年前と比べて約30%も減少するなど中心市街地の集客力が低下し、自動車社会では必須の駐車場の面で不利な立地となり、1997年（平成9年）には売上高約65億円まで減少するに至った。
このため、中心市街地の2000年（平成12年）7月の歩行者通行量は当店の閉店前の1998年（平成10年）7月から平日で18%、休日でも15%も減少するなど、当店の移転に伴う閉店は中心市街地の集客力を落とす大きな要因の一つとなっている。

### 新店舗への移転
交通事情の変化として自動車社会（マイカー需要）に対応するため、平面駐車場を持つ郊外型の新店舗へ移転する事を決定、帯広駅の南約3kmにある道道1084号帯広の森公園線（3.4.26 稲田通）に面した日本甜菜製糖帯広工場跡地約66,116m2に、同社がデベロッパーとなり建設した鉄筋鉄骨造り3階建て延べ床面積42,308m2の「ニッテン スズランプラザ」に核店舗として迎えられ、移転する事となった。
新店舗は1階と2階が売場、3階と屋上が駐車場の構造で、直営の約12,800m2と専門店テナント約2,100m2を合わせて約14,900m2の売り場に、2,200台収容の駐車場を併設する形になっている。
また、旧店舗にはない約792m2のイベントホールも設置している。
2代目の店舗が1998年（平成10年）11月27日に開業するにあたり、同月9日に市街地の初代店舗が閉店する事となった。十勝バスが1999年（平成11年）12月15日から2000年（平成12年）1月末まで帯広市内で「100円バス」を実験運行した際には当店を始終点に運行された。

### バスターミナル訴訟
この間の1987年（昭和62年）、建物に併設されていたバスターミナルが廃止になっているが、その部分が転用されて帯広市営中央駐車場が敷地内に拡張されたため、建物を所有していた「たかをビル開発」が市を相手取り損害賠償を求める裁判があったものの、1997年（平成9年）3月に最高裁判所が原告の上告を棄却したことで決着する訴訟問題があった

### 初代店舗閉店の影響
当店初代店舗の閉店に伴い、隣接する帯広市営帯広市営中央駐車場・中央第2駐車場の利用は1999年（平成11年）度には124,363台と前年度（373,201台）比66.7%の大幅な減少となり、最盛期の1994年（平成6年）度から台数で約80%、料金収入で約70%の大幅な減少となるなど帯広市の駐車場経営にも大きな影響を与えたほか、店舗があった八丁目線の歩行者通行量が1999年（平成11年）には前年比20%から50%も減少するなど初代店舗近隣の中心市街地の集客力を大きく低下させる結果となった。

### 後継店舗不在による空き店舗化
当店の閉店に伴う中心市街地の集客力低下については、閉店前から地元の政財界の間で強く懸念され、帯広商工会議所などが関係者と接触して交渉を進めた。
閉店直後はビル所有者のたかをビル開発側が一括賃貸してもらえる他の大手流通業者に出店依頼を行うなどしたものの、建築後20年以上が経過していて出店に際しては改装に10億円以上が必要で、かつ、駐車場不足の解消の見込みがないことから、損益分岐点となる売上高約60億円の達成は困難だとして出店をしなかった。
その中で、全道展開を目指す中で帯広への出店を検討していることからラルズの出店が候補の一つに浮上し、1999年（平成11年）7月に同社が出店構想を示して家具量販店のニトリと共同出店する方向で具体的な調整に入っていたが、共用部分の費用負担などを巡って交渉は決裂した。
そのため、2000年（平成12年）1月にはラルズによる全館一括賃貸ではなく3層のみを賃貸して出店することを帯広商工会議所から提案したが、同年7月28日の協議でラルズ側が現状での出店は困難との判断を示して出店構想は事実上白紙に戻った。
こうして後継店舗が見つからず空き店舗の状態が続いており、当店が閉店当時に支払っていたとされる年間約7億円の賃料が入らず、2002年（平成14年）2月27日に建物の所有者の高雄ビルが東京地方裁判所に民事再生法の適用を申請して事実上経営破たんした。この経営破たんに伴い、一括して借り上げて活用するための条件の詰めを行っていたまちづくり会社の「街づくりおびひろ」との交渉も中断を余儀なくされることになった。
再建会社となった後も高雄ビルが帯広商工会議所と協議しながら後継店舗集めを進め、2004年（平成16年）には第1抵当権者の北陸銀行との間でビルの売却に関して東京地方裁判所で和解するなど店舗跡の利活用に向けた努力が積み重ねられた。
その後もなかなか後継店舗が見つからず空き店舗の状態が続いていたが、2006年（平成18年）6月1日に地下1階は地元スーパーの福原が出店表明したところ、1階のドラッグストアや5、6階の1フロア一括でのフィットネスクラブやペットショップ等の想定以上の入居希望が寄せられ、全館の営業再開も視野に入れる状況になったとされた。

### 「チーズ帯広」構想の破綻
こうした入居希望者が増えた状況になった後の2006年（平成18年）10月4日に札幌の不動産会社「ゼウスデベロップメント」が全館取得したことが発表された。
土地・建物を取得した「ゼウスデベロップメント」は、2007年（平成19年）3月13日には十勝の酪農製品の1つチーズに因んで「チーズ帯広」（CHEESE OBIHIRO）の名称で同年9月から10月ごろに開業する構想が発表して外装工事を行った。
ところが、その後開業時期の延期が続き、2008年（平成20年）7月には税金滞納を理由に帯広市が土地と建物を差し押さえ、債権者の申請で釧路地裁帯広支部は同年9月に競売開始を決定するなど混乱が続き、この構想も実現しなかった。
なお、当店跡地は「帯広市中心市街地活性化基本計画」の中で商業施設として再開業を目指す位置付けにされているが、閉店後15年となる2013年（平成25年）11月9日時点でも空きビルのまま塩漬け状態で推移していた。この間の2003年（平成15年）8月29日から31日には、当店跡の1階を全面使用してNCおびひろ主催の「底抜け市場」が開催され、一時的に一般市民も中に入ることが可能になった。

### 新たな再開発
2014年8月、東京の不動産賃貸業者エーエスが落札、その後2016年に札幌の不動産業者アルファコートが取得の意向を表明、のちに取得した。その後「アルファコート帯広西3・9地区開発株式会社」により、分譲マンションや商業施設、事務所棟の再開発計画である「帯広市西3・9周辺地区第一種市街地再開発事業」が策定、2018年2月22日より隣接する市営中央・中央第2中央駐車場とともに解体工事が始まった。
2020年4月27日に「帯広経済センタービル」の新ビルが竣工。2020年10月末には19階建ての分譲マンション「ザ・タワー帯広」が完成。2021年12月より、旧帯広経済センタービルの跡地に完成した商業ビル「帯広西3・9スクエア」にて店舗の営業が順次開始。2022年2月28日に立体駐車場も完成し、再開発が完了した。

## アクセス
- 十勝バス「イトーヨーカドー前」バス停下車
- 北海道旅客鉄道（JR北海道）帯広駅から車で約10分